# Albrecht Rittmann
Albrecht Rittmann (* 1949 in Stuttgart) ist ein deutscher politischer Beamter (CDU).

## Leben
Rittmann wurde 1984 an der Eberhard Karls Universität Tübingen zum Doktor der Rechte promoviert.
1980 trat Rittmann in Landesdienst des Landes Baden-Württemberg ein. Es folgte Stationen beim Regierungspräsidium Stuttgart und im Innenministerium Baden-Württemberg. Danach gehörte er der Protokollabteilung des Staatsministeriums an, zuletzt als Chef des Protokolls. Später war er Abteilungsleiter im Umweltministerium.
Zuletzt war Rittmann bis 2011 als Ministerialdirektor der Amtschef im Ministerium für Ländlichen Raum, Ernährung und Verbraucherschutz unter den Ministern Peter Hauk und Rudolf Köberle. Nach der Bildung des grün-roten Kabinetts Kretschmann I wurde er im Mai 2011 in den einstweiligen Ruhestand versetzt.
2012 klagte Rittmann gemeinsam mit seinen CDU-Kollegen Thomas Halder und Klaus Tappeser erfolglos gegen die Versetzung in den einstweiligen Ruhestand. Laut Beamtenstatusgesetz können Beamte „jederzeit in den einstweiligen Ruhestand versetzt werden, wenn sie ein Amt bekleiden, bei dessen Ausübung sie in fortdauernder Übereinstimmung mit den grundsätzlichen politischen Ansichten und Zielen der Regierung stehen müssen“.
Seit 2012 ist Rittmann Vorstandsmitglied des Schwäbischen Heimatbunds. Im Jahr 2018 wurde er zum Honorarprofessor an der Hochschule für öffentliche Verwaltung und Finanzen Ludwigsburg ernannt.
Rittmann lebt in Korntal-Münchingen.

## Werke
- Der Verwaltungsklage bei Divergenzen zwischen Antrag und rechtsgewährendem Verwaltungsakt. Tübingen 1984.
- gemeinsam mit Wolfgang Chur: Der Landgasthof: Eine kulinarisch-kulturgeschichtliche Reise zu ausgewählten Wirtshäusern in Baden-Württemberg. Schäffer Poeschel, Esslingen 2013, ISBN 978-3-8710-3040-6
- Vor 200 Jahren: Die Gründung der Brüdergemeinde Korntal. In: Schwäbische Heimat, 70. Jg. 2010, Heft 1
- gemeinsam mit Stefan Holzner und Florian Clement: Öffentliches Recht. Staatsrecht und Europarecht. Bechtle Verlag & Druck, Stuttgart 2016, ISBN 978-3-7910-3698-4
- Kirchliches Wirken und wirtschaftliches Handeln: Die Korntaler Güterkaufsgesellschaft. In: Schwäbische Heimat, 73. Jg. 2022, Heft 2